# Nauplio (hijo de Clitoneo)

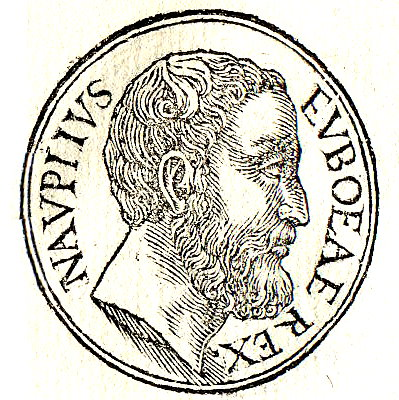
Representación de Nauplio. Promptuarii Iconum Insigniorum, 1553.

En la mitología griega, Nauplio (en griego: Ναύπλιος Náuplios), hijo de Clitoneo, fue un rey de Nauplia (pese a que otras fuentes indican que gobernó en Eubea), tataranieto de Nauplio I, aunque hay autores que identificaban como uno solo a ambos personajes. Cuando el rey cretense Catreo sospechó que su hija Clímene conspiraba contra él, se la entregó a Nauplio para que la vendiese. En su lugar, Nauplio se casó con ella y Clímene le dio tres hijos: Palamedes, Éax y Nausimedonte.
Cuando Palamedes murió debido a una traición de sus compañeros griegos durante la guerra de Troya, Nauplio juró vengarse del rey Agamenón y los otros caudillos griegos. Después de la toma de Troya, cuando la flota griega volvía triunfante a Europa, fue sorprendida por una gran tempestad que sumergió una parte de ella y arrojó el resto a las costas de la isla de Eubea. Al tener noticia del desastre, Nauplio hizo encender durante la noche algunas fogatas sobre las rocas del cabo Cafereo o Xilófago, atrayendo a los barcos de los aqueos para tener la satisfacción de ver cómo se estrellaban contra las piedras. Muchos soldados y marineros murieron ahogados y los que consiguieron llegar a la orilla con ayuda de tablas o a nado, fueron muertos allí mismo.
Antes de esto, también había convencido a muchas de las solitarias esposas de los comandantes griegos de ser infieles con sus maridos y conspirar contra ellos, incluyendo a Clitemnestra, esposa de Agamenón, y Meda, esposa de Idomeneo.
Este mismo Nauplio fue uno de los argonautas.